# (300082) Moyocoanno
(300082) Moyocoanno est un astéroïde de la ceinture principale.

## Description
(300082) Moyocoanno est un astéroïde de la ceinture principale. Il fut découvert le 25 octobre 2006 à Kuma Kogen par Yasuhide Fujita. Il présente une orbite caractérisée par un demi-grand axe de 3,12 UA, une excentricité de 0,07 et une inclinaison de 9,8° par rapport à l'écliptique.

## Compléments